# Led Zeppelin European Tour 1970
Led Zeppelin European Tour 1970 – trzecia europejska trasa koncertowa Led Zeppelin z 1970 r. Trwała od 23 lutego do 12 marca (jeden koncert został odwołany).

## Program koncertów
1. "We're Gonna Grove" (Ben E. King)
2. "I Can't Quit You Baby" (Dixon)
3. "Dazed and Confused" (Page)
4. "Heartbreaker" (Bonham, Page, Plant)
5. "White Summer"/"Black Mountain Side" (Page)
6. "Since I’ve Been Loving You" (Page, Plant, Jones)
7. "Thank You" (Page, Plant)
8. "What Is And What Should Never Be" (Page, Plant)
9. "Moby Dick" (Bonham)
10. "How Many More Times" (Bonham, Jones, Page)

Bisy (program ulegał zmianie):
1. "Communication Breakdown" (Bonham, Jones, Page)
2. "Whole Lotta Love" (Bonham, Dixon, Jones, Page, Plant)
3. "Bring It On Home" (Dixon, Page, Plant)
4. "C’mon Everybody"/"Something Else" (Cochran, Capeheart, Sheeley, Cochran)
5. "Long Tall Sally" (Little Richard)

## Lista koncertów
- 23 lutego – Helsinki, Finlandia – Kulttuuritalo
- 25 lutego – Göteborg, Szwecja – nieznane miejsce koncertu
- 26 lutego – Sztokholm, Szwecja – Konserthuset
- 27 lutego – Amsterdam, Holandia – Concertgebouw
- 28 lutego – Kopenhaga, Dania – K.B. Hallen
- 2 marca – Bruksela, Belgia – nieznane miejsce koncertu
- 3 marca – Kolonia, Niemcy – nieznane miejsce koncertu
- 4 marca – Hanower, Niemcy – nieznane miejsce koncertu
- 5 marca – Frankfurt, Niemcy – nieznane miejsce koncertu
- 6 marca – Norymberga, Niemcy – nieznane miejsce koncertu
- 7 marca – Montreux, Szwajcaria – Montreux Casino
- 8 marca – Monachium, Niemcy – Circus Krone
- 9 marca – Wiedeń, Austria – Wiener Konzerthaus
- 10 marca – Frankfurt, Niemcy – Musikhalle (odwołany)
- 11 marca – Hamburg, Niemcy – Musikhalle
- 12 marca – Düsseldorf, Niemcy – Rheinhalle